# Peter Casper Crossing
Peter Casper Crossing   (21 d'agost de 1793 - 1 de setembre de 1838) fou un compositor, organista i professor de música danès.
Tanmateix va demostrar habilitats musicals, però va començar a tocar música professionalment com a adult. Va estudiar sota Friedrich Kunzen. El 1816 va ocupar el càrrec d'organista a l'església alemanya de Copenhaguen, simultàniament el 1820-1827. Va treballar com a director de direcció al Teatre Reial. Va ensenyar a diverses escoles de Copenhaguen i en privat, entre els seus estudiants tingué a Herman Levenskold.
La primera obra coneguda de Crossing data del 1811. Primerament, posseeix diverses cantates i altres obres corals, nombroses composicions vocals (incloent versos d'Adam Elenshleger i Bernhard Ingeman), així com una simfonia, un quartet de piano i altres obres de cambra.